# Nord 1601
Die Nord 1601 war ein französisches Forschungsflugzeug, entworfen und gebaut von Nord Aviation. Das Flugzeug wurde entwickelt, um die Aerodynamik von gepfeilten Flügeln und den dazugehörigen Hochauftriebsvorrichtungen zu untersuchen.

## Konstruktion und Entwicklung
Die Nord 1601 hatte das zivile Kennzeichen F-WFKK und flog erstmals am 24. Januar 1950.
Sie war als freitragender Mitteldecker mit einem 33°-Pfeilflügel ausgelegt. Die Tragflächen waren mit Querruder, Spoiler, Vorflügel und Hinterkantenklappen ausgestattet. Das Flugzeug hatte ein einziehbares Bugradfahrwerk und wurde von zwei Rolls-Royce-Derwent-Turbojets, die in den Flügelwurzeln auf beiden Seiten des Rumpfes montiert waren, angetrieben. Die Nord 1601 hatte ein geschlossenes Cockpit und war mit einem Martin-Baker-Schleudersitz ausgestattet.

## Versionen
- Nord 1600

Projektierte Kampfjetvariante, nicht gebaut.
- Nord 1601

Aerodynamisches Forschungsflugzeug, eines gebaut.

## Technische Daten
| Kenngröße             | Daten                                                                    |
| --------------------- | ------------------------------------------------------------------------ |
| Besatzung             | 1                                                                        |
| Länge                 | 11,62 m (38 ft 7 in)                                                     |
| Spannweite            | 12,40 m (40 ft 10½ in)                                                   |
| Höhe                  | 3,67 m (12 ft)                                                           |
| Flügelfläche          | 30,2 m² (333 ft²)                                                        |
| Flügelstreckung       | 5,1                                                                      |
| Leermasse             | 4.710 kg (10.384 lb)                                                     |
| Startmasse            | 6.700 kg (14.771 lb)                                                     |
| Antrieb               | 2 × Rolls-Royce Derwent-5 Turbojet mit 17,8 kN (4.000 lbf) pro Triebwerk |
| Höchstgeschwindigkeit | 1.000 km/h (621 mph)                                                     |
| Reichweite            | 1.135 km (705 mi)                                                        |
| Dienstgipfelhöhe      | 12.000 m (39.370 ft)                                                     |